# Нурець (Сім'ятицький повіт)
Нурець (Нужець, пол. Nurzec) — село в Польщі, у гміні Нурець-Станція Сім'ятицького повіту Підляського воєводства. Населення — 169 осіб (2011).

## Історія
Вперше згадується 1499 року. У минулому в селі діяв фільварок.
У 1975—1998 роках село належало до Білостоцького воєводства.

## Демографія
Демографічна структура станом на 31 березня 2011 року:
|          | Загалом | Допрацездатний вік | Працездатний вік | Постпрацездатний вік |
| -------- | ------- | ------------------ | ---------------- | -------------------- |
| Чоловіки | 90      | 19                 | 51               | 20                   |
| Жінки    | 79      | 14                 | 30               | 35                   |
| Разом    | 169     | 33                 | 81               | 55                   |